# جان بيير جابويلي
جان بيير جابويلي (بالفرنسية: Jean-Pierre Jabouille)‏  مواليد 1 أكتوبر 1942، هو سائق فورملا 1 فرنسي بدأ مسيرته الاحترافية سنة 1974. كان أول سباق له هو جائزة فرنسا الكبرى 1974، حقق أول فوز له في جائزة فرنسا الكبرى 1979. خاض خلال مسيرته 55 سباقاً فاز في 2 منها.

## سباقات شارك فيها
- لو مان 24 ساعة
- بطولة العالم للسيارات الرياضية

## بطولات حققها
- جائزة فرنسا الكبرى 1979
- جائزة النمسا الكبرى 1980

## روابط خارجية
- جان بيير جابويلي على موقع Racing-Reference.info (الإنجليزية)
- جان بيير جابويلي على موقع DriverDB.com (الإنجليزية)
- جان بيير جابويلي على موقع eWRC-results.com (الإنجليزية)